# Olof Nylén
Carl Olof Nylén, född 30 juli 1892 i Uppsala, död 2 oktober 1978, var en svensk universitetslärare och läkare.
Nylén var professor i medicin (öron-, näs- och halssjukdomar) vid Uppsala universitet 1937–1958, specialist på öronsjukdomar och uppfann otomikroskopet. Nylén anses vara en av grundarna av mikrokirurgin. 
Nylén var en framstående tennisspelare i sin ungdom och deltog i de olympiska spelen 1912 i Stockholm där han kom på femte plats i herrdubbeln. Han blev svensk mästare i tennis 1915, 1916, 1917 och 1925.